# ادبیات داستانی ابرقهرمانی

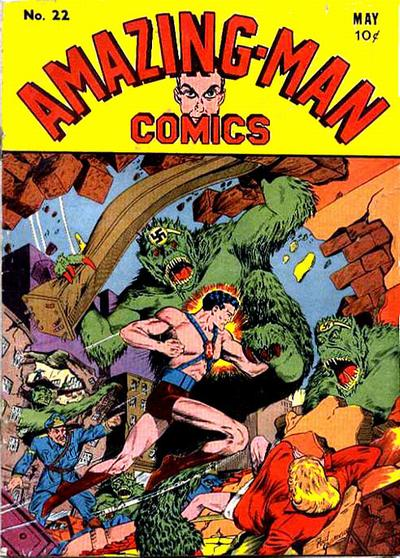
جلد یک کمیک ابرقهرمانی

ادبیات داستانی ابرقهرمانی ژانری از ادبیات گمانه زن است که درآن ماجراجویی‌ها، شخصیت‌ها و اخلاق مبارزان جرم را به عنوان ابرقهرمانان می‌شناسند، که غالباً دارای ابرتوانایی هستند و با جنایتکارانی با قدرت مشابه مبارزه می‌کنند که به عنوان ابرشرور شناخته می‌شوند. این ژانر در درجه اول بین فانتزی سخت و طیف علمی-تخیلی نرم از واقع گرایی علمی قرار می‌گیرد. این ژانر بیشتر با کتابهای کامیک آمریکایی همراه است، اگرچه از طریق اقتباس‌ها از این کمیک‌ها به رسانه‌های دیگر نیز راه پیدا کرده‌است.